# Chemawinit
Chemawinit (seltener in der Schreibweise Tschemawinit) ist die Bezeichnung für ein kreidezeitliches fossiles Harz, das an den Ufern des Cedar Lake in Manitoba (Kanada) gefunden wird.

## Namensherkunft
Dieses fossile Harz ist nach einem in der Nähe des Cedar Lake lebenden Indianerstamm benannt. Der ebenfalls in der Literatur verwendete Name Cedarit geht auf den deutschen Geologen Richard Klebs zurück, der dieses Harz Ende des 19. Jahrhunderts untersuchte, zu dem Zeitpunkt aber nicht wusste, dass es bereits unter dem Namen Chemawinit in der Literatur eingeführt war.

## Fundsituation
Der Fundort am Westufer des Cedar Lake ist zweifelsfrei nicht die primäre Lagerstätte dieses fossilen Harzes. Es wird angenommen, dass die meist kleinen Bernsteinstückchen aus kreidezeitlichen Formationen oberhalb des Cedar Lake ausgespült und über den Saskatchewan River in den See und von dort an das Ufer gespült werden. Die weitaus meisten Funde stammen aus der Zeit bis zum Bau des Ende der 1960er Jahre fertiggestellten Grand Rapids Dam. Seither sind die Funde stark zurückgegangen.

## Einschlüsse
Dieser Bernsteintyp ist wegen seiner zahlreichen organischen Einschlüsse von hohem wissenschaftlichem Interesse; darunter beispielsweise das älteste bekannte Bärtierchen Beorn leggi. Bernstein vom Cedar Lake stellt zusammen mit etwa gleichaltrigen Funden von Grassy Lake in Alberta die bedeutendste Quelle für fossile Arthropoden in Kanada dar.

## Geschichte der Erforschung des Chemawinit
Chemawinit vom Cedar Lake wird erstmals von Joseph Burr Tyrrell (1891) erwähnt. Einige Zeit wurde der Bernstein gesammelt, um Lacke aus ihm herzustellen. Als Beginn der wissenschaftlichen Erforschung der organischen Einschlüsse gilt die 1937 veröffentlichte Arbeit von Carpenter et al. In der Folgezeit entstanden die ersten wissenschaftlichen Bernsteinsammlungen. Bedeutende öffentliche Sammlungen befinden sich heute im Museum für vergleichende Zoologie an der Harvard-Universität (Cambridge, Massachusetts), der Canadian National Collection (CNC) (Ottawa, Ontario) und dem Royal Ontario Museum (Toronto, Ontario). 